# Shangtang (sockenhuvudort i Kina, Jiangxi Sheng, lat 29,31, long 114,64)
Shangtang är en sockenhuvudort i Kina. Den ligger i provinsen Jiangxi, i den sydöstra delen av landet, omkring 140 kilometer nordväst om provinshuvudstaden Nanchang. Antalet invånare är 5 284. Befolkningen består av 2 520 kvinnor och 2 764 män. Barn under 15 år utgör 16,0 %, vuxna 15-64 år 73 %, och äldre över 65 år 9,0 %.
Runt Shangtang är det ganska tätbefolkat, med 160 invånare per kvadratkilometer. Närmaste större samhälle är Chuantan, 8,7 km söder om Shangtang. I omgivningarna runt Shangtang växer i huvudsak blandskog.
Genomsnittlig årsnederbörd är 2 238 millimeter. Den regnigaste månaden är maj, med i genomsnitt 386 mm nederbörd, och den torraste är januari, med 46 mm nederbörd.